# Сельское поселение «Деревня Верхняя Песочня»
Сельское поселение «Деревня Верхняя Песочня» — муниципальное образование в составе Кировского района Калужской области России.
Центр — деревня Верхняя Песочня.

## Состав
В поселение входят 8 населённых мест:
- деревня Верхняя Песочня
- деревня Анновка
- деревня Большуха
- деревня Кулаковка
- деревня Малая Большуха
- деревня Нижняя Песочня
- деревня Черная
- деревня Чужбиновка

## Население
Население сельского поселения составляет 466 человек .